# Femke Dekker
Femke Pauline Dekker, née le 11 juillet 1979 à Leiderdorp, est une rameuse néerlandaise. 

## Palmarès

### Jeux olympiques
- 2000 à Sydney,  Australie
  - 10e en deux de couple
- 2004 à Athènes,  Grèce
  - 10e en skiff
- 2008 à Pékin,  Chine
  -  Médaille d'argent en  huit barré

### Championnats du monde
- 2009 à Poznań,  Pologne
  -  médaille d'or en quatre de pointe
  -  médaille de bronze en  huit barré
- 2010 à Hamilton,  Nouvelle-Zélande
  -  médaille d'or en quatre de pointe

### Championnats d'Europe
- 2010 à Montemor-o-Velho,  Portugal
  -  médaille d'argent en huit barré